# Zapotillo (Ecuador)
Zapotillo è una parrocchia urbana dell'Ecuador, capoluogo dell'omonimo cantone, nella provincia di Loja.